# Timmie Jean Lindsey
Timmie Jean Lindsey (nacida en 1932) fue la primera persona en el mundo en someterse a una cirugía plástica de aumento de senos mediante implantes de silicona, en 1962.
En ese momento, tenía 29 años y era madre divorciada de seis hijos. Con la esperanza de que le quitaran un gran tatuaje del pecho, visitó a un cirujano plástico en el Hospital Jefferson Davis de Houston. El cirujano, Frank Gerow, formaba parte de un grupo que trabajaba en el concepto de implantes mamarios y buscaba pacientes que se ofrecieran como voluntarias para la cirugía. Ella les dijo que estaba más interesada en que trabajaran en sus orejas, y los cirujanos aceptaron realizar ese procedimiento también. El procedimiento siguió adelante bajo la dirección de Gerow y su colega Thomas Cronin, y se consideró un éxito en ese momento. Lindsey mantuvo en silencio el agrandamiento de sus senos durante muchos años, por ejemplo, uno de sus novios que nunca supo. Solo décadas después, lo contó a muchos de sus amigos y familiares.
Cincuenta años después, Lindsey todavía tenía sus implantes originales y manifestó su satisfacción general con el procedimiento, a pesar de los dolores y otras preocupaciones a lo largo de los años. Ella nunca se unió a los grupos de mujeres (incluyendo a varios de sus propios familiares) que entablaron demandas por problemas de salud asociados con los implantes, aunque informó haber experimentado muchos de esos problemas.